# Юлий Максим
Юлий Максим (на латински: Julius Maximus; на гръцки: Ἰουλίου Μαξίμου) е римски управител на провинция Тракия (legatus Augusti pro praetore Thraciae) по времето на август Аврелиан между 270 и 275 г. Произлиза от знатния римски род Юлии. Името му е известно от надпис от Кабиле.